# Премія Шевелла
Премія Шевелла (США)
Одна з нагород Американського товариства з контролю за якістю, що
засноване 1946 року з метою збереження високого рівня  
технологій, досягнутого в період ІІ світової війни. Премія Шевелла відіграє важливу роль у стимулюванні інвестиційної діяльності. 